# Statul Popoarelor din Sud-Vestul Etiopiei
Regiunea de Sud-Vest, oficial Regiunea Popoarelor din Sud-Vestul Etiopiei (în amharică የደቡብ ምዕራብ ኢትዮጵያ ህዝቦች ክልል) este un stat regional din sud-vestul Etiopiei. A fost separată de Regiunea Națiunilor, Naționalităților și Popoarelor din Sud (RNNPS) pe 23 noiembrie 2021, după un referendum care a fost validat.
Cuprinde zonele Keffa, Sheka, Bench Sheko, Dawro, Omo de Vest și woreda specială Konta. Limba de lucru a regiunii este amharica.